# 胡桃楸球针壳
胡桃楸球针壳（学名：Phyllactinia juglandis-mandshuricae）是属于白粉菌目白粉菌科球针壳属的一种真菌，寄生在胡桃楸上。该种分布于中国。